# Negera
Negera és un gènere de papallones nocturnes de la subfamília Drepaninae.

## Taxonomia
- Negera bimaculata (Holland, 1893)
- Negera clenchi Watson, 1965
- Negera confusa Walker, 1855
- Negera disspinosa Watson, 1965
- Negera natalensis (Felder, 1874)
- Negera quadricornis Watson, 1965
- Negera ramosa Watson, 1965
- Negera unispinosa Watson, 1965